# Quận Dallam, Texas
Quận Dallam (tiếng Anh: Dallam County) là một quận trong tiểu bang Texas, Hoa Kỳ. Quận lỵ đóng ở thành phố.

## Thông tin nhân khẩu
Theo điều tra dân số 2 năm 2000, đã có 6.222 người, 2.317 hộ, và 1.628 gia đình sống trong quận. Mật độ dân số là 4 người trên một dặm vuông (2/km ²). Có 2.697 đơn vị nhà ở với mật độ trung bình là 2 cho mỗi dặm vuông (1/km ²). Cơ cấu chủng tộc của quận gồm 82,64% người da trắng, 1,64% da đen hay Mỹ gốc Phi, 0,90% người Mỹ bản xứ, 0,21% người châu Á, 12,41% từ các chủng tộc khác, và 2,20% từ hai hoặc nhiều chủng tộc. 28,38% dân số là người Hispanic hay Latino thuộc chủng tộc nào.
Có 2.317 hộ, trong đó 39,00% có trẻ em dưới 18 tuổi sống chung với họ, 55,10% là các cặp vợ chồng sống với nhau, 9,70% có chủ hộ là nữ không có mặt chồng, và 29,70% là không lập gia đình. 26,20% của tất cả các hộ gia đình đã được tạo thành từ các cá nhân và 10,00% có người sống một mình 65 tuổi trở lên đã được người. Bình quân mỗi hộ là 2,68 và cỡ gia đình trung bình là 3,24.
Trong quận, độ tuổi dân số quận với 31,80% ở độ tuổi dưới 18, 8,60% 18-24, 28,80% 25-44, 20,60% 45-64, và 10,30% người 65 tuổi trở lên. Tuổi trung bình là 31 năm. Cứ mỗi 100 nữ có 102,00 nam giới. Cứ mỗi 100 nữ 18 tuổi trở lên, đã có 101,30 nam giới.
Thu nhập trung bình cho một hộ gia đình trong quận đã được $ 27.946, và thu nhập trung bình cho một gia đình là $ 33,558. Nam giới có thu nhập trung bình $ 27.244 so với 19.000 $ cho phái nữ. Thu nhập trên đầu cho các quận được $ 13,653. Giới 11,30% gia đình và 14,10% dân số sống dưới mức nghèo khổ, trong đó có 15,40% những người dưới 18 tuổi và 24,80% có độ tuổi từ 65 trở lên.